# Ben Lawson
Ben Lawson est un acteur australien, né le 6 février 1980 à Brisbane (Australie).
Il est connu pour avoir incarné Frazer Yeats dans le feuilleton Les Voisins. Le rôle lui vaut une nomination aux Logie Award. Lawson est depuis apparu dans plusieurs séries télévisées américaines, notamment The Deep End, Covert Affairs et Don't Trust the B---- in Apartment 23. En 2011, joue aux côtés de Natalie Portman et Ashton Kutcher dans le film No Strings Attached . De 2017 à 2018, il joue le rôle de Damien Rennett dans le drame d'ABC Designated Survivor. Il joue également l'entraîneur de baseball Rick Wlodimierzin dans la deuxième saison de 13 Reasons Why et Larry Hemsworth dans The Good Place. Lawson incarne Lachlan Murdoch dans le film Scandale  en 2019, aux côtés de son frère Josh Lawson qui incarne James Murdoch. En 2021, il joue dans la série Netflix Toujours là pour toi (Firefly Lane).

## Biographie
Lawson est né et a grandi à Brisbane en Australie. Il fréquente le St. Joseph's College et est diplômé de l'Institut national d'art dramatique (NIDA). Il est le troisième enfant de sa famille sur cinq garçons, parmi lesquels, Jordan, Josh Lawson (un acteur connu pour ses apparitions dans Thank God You're Here) et Matt Lawson, un radiologue de la société de radiologie Dr Jones & Partners à Adélaïde,.
Ben Lawson commence sa carrière avec le rôle principal du feuilleton australien Les Voisins ou il incarne Frazer Yeats en 2006. Son rôle lui a valu une nomination pour le talent masculin le plus populaire aux Logie Awards en 2007. Il arrête la série en avril 2008.
Ben Lawson obtient un rôle dans le film Sex Friends / Ça n'engage à rien (No Strings Attached), aux côtés de Natalie Portman et Ashton Kutcher. En août 2012, il décroche également un rôle récurrent dans la sitcom d'ABC Don't Trust the B---- in Apartment 23 en tant que Benjamin, un personnage amoureux de Chloé (Krysten Ritter). En 2017, Ben Lawson joue dans le court-métrage dramatique de CBS, Doubt : Affaires douteuses avec Laverne Cox. Sur le plateau de The Talk, Laverne Cox déclare que Lawson était « un acteur incroyable ». En juillet 2017, Ben Lawson est choisi pour jouer l'agent du MI6, Damien Rennett, dans la deuxième saison du drame politique d'ABC Designated Survivor. En 2018, Lawson joue l'entraîneur du lycée dans la deuxième saison de la série originale Netflix, 13 Reasons Why. En 2019, Lawson joue le rôle de Thomas (Clay) Fox Jr. dans Dolly Parton's Heartstrings, la série d'anthologie de Netflix sur Dolly Parton. En 2021, Lawson joue dans la série Netflix Toujours là pour toi (Firefly Lane) aux côtés de Katherine Heigl et Sarah Chalke.
En 2020, Lawson écrit le livre To My Country en réponse aux incendies de végétation en Australie. Une « ode à l'endurance de l'esprit australien » et à l'amour qu'il a pour son pays d'origine. Les recettes du livre vont à The Koala Hospital, une entreprise impliquée dans la sauvegarde des animaux.

## Filmographie

### Cinéma
- 1995 : Silent Hunter : Bourgeon
- 2011 : Sex Friends : Sam
- 2011 : In Loco Parentis : Richard
- 2014 : The Little Death : Glenn
- 2015 : Now Add Honey (en) : Joshua Redlich
- 2016 : Keep the Chocolates
- 2019 : The Way We Weren't : Brandon
- 2019 : Scandale (Bombshell) : Lachlan Murdoch
- A venir : Everything I Ever Wanted to Tell My Daughter About Men : Longfellow

### Télévision
- 1993 : Time Trax (en) (épisode : A Stranger in Time) : Darien (enfant)
- 1993 : Skippy the Bush Kangaroo (épisode : Skippy and the Tiger) : Christopher
- 1997 : The Wayne Manifesto (en) (épisode : Wheels Within Wheels) : Mervyn
- 1999 : Sabrina Down Under (en) : Le serveur
- 1999 : Chameleon II: Death Match (en) : Tyler Kubica
- 2001 : TwentyfourSeven (en) (épisode : It's My Life) : Scott
- 2006 : Chaos sur la planète (épisode : Fire Storm) : Ken
- 2006 : Les Voisins (188 épisodes) : Frazer Yeats
- 2009 : Ghostly Encounters (en) (épisode : Buildings with History) : Le fantôme du théâtre
- 2010 : The Deep End (6 épisodes) : Liam Priory
- 2011 : Covert Affairs (3 épisodes) : Scott Weiss
- 2012 : The League (épisode : The Hoodie) : Levenson
- 2012 : Don't Trust the B---- in Apartment 23 (3 épisodes) : Benjamin Lovett
- 2013 : Bones (épisode : The Fury in the Jury) : Martin Zand
- 2013 : The Exes (épisode : How the Grinch Spent Xmas) : Derek
- 2014 : Rake (3 épisodes) : Craig
- 2014 : Secrets & Lies (3 épisodes) : Paul Murnane
- 2014 : Love Child (3 épisodes) : Colin Ryan
- 2014 : 2 Broke Girls (épisode : And the Wedding Cake Cake Cake) : Tim
- 2014 : Jennifer Falls (en) (épisode : Triangle) : David
- 2014 : Friends with Better Lives (épisode : No More Mr. Nice Guy) : Doug
- 2014 : Modern Family (épisode : Won't You Be Our Neighbor) : George
- 2014 : Mulaney (épisode : In the Name of the Mother, and the Son, and the Holy Andre) : Greg
- 2016 : iZombie (épisode : Fifty Shades of Grey Matter) : Andy LeGare
- 2016 : Angel from Hell (épisode : Soulmates) : Darren Jensen
- 2016 : Billions (épisode : Where the F*ck Is Donnie?) : Mikey
- 2017 : Grimm (épisode : The Seven Year Itch) : William Stillman
- 2017 : Doubt : Affaires douteuses (9 épisodes) : Peter Garrett
- 2017 : Designated Survivor (saison 2) : Damian Rennett
- 2018 : 13 Reasons Why (7 épisodes) : Coach Rick Wlodimierz
- 2018 : The Good Place (3 épisodes) : Larry Hemsworth
- 2019 : Dollface (épisode : F*** Buddy) : Oliver
- 2019 : Dolly Parton's Heartstrings (épisode : If I Had Wings) : Clay Fox
- 2021 : Toujours là pour toi  : Johnny